# Illa Alto Velo

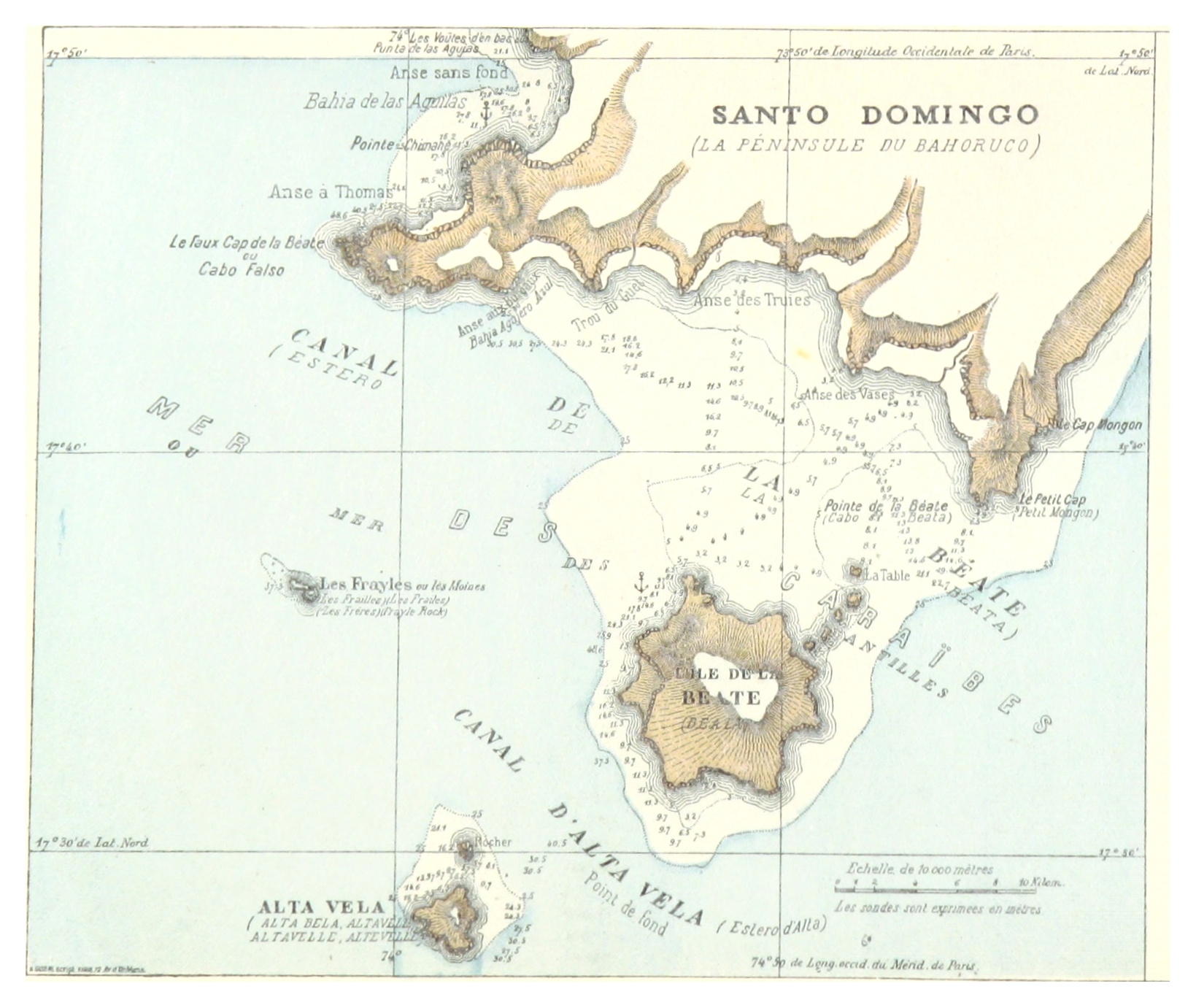
Mapa de localització de l'illa a les costes de Santo Domingo (1888).

L'illa Alto Velo o illa Alta Vela és una petita illa del mar Carib de la República Dominicana situada a sud-oest del país, a la província de Perdernales.

## Història
L'illa Alto Velo, igual que l'illa Beata i l'illot dels Frares, va ser descoberta per l'Almirall Cristòfor Colom, durant el seu segon viatge. Va ser Cristòfor Colom qui li va posar aquest nom, per la seva majestuosa silueta que s'observa a grans distàncies des del mar. Segons els historiadors, el nom Alto Velo és perquè en les nits de lluna plena s'assembla a un fantasma.
Segons Bartolomé de les Cases, en la Brevísima relación de la destrucción de las Indias, la va designar amb el nom d'alta Vela, creant confusió, ja que no sabem com anomenar-la, si Alto Velo o Alta Vela.
La petita illa va començar a figurar en gairebé totes les cartes de navegació italianes i franceses a partir del segle xvii. Immediatament l'illa va esdevenir una gran ruta d'orientació per als navilis, tant espanyols com francesos, que navegaven rumb a Haití, Cuba i totes les Illes del Carib.
Durant la reocupació espanyola de la república Dominicana (1861-1865) els americans que explotaven el guano a l'illa foren expulsats i van presentar una reclamació però el president Andrew Johnson no la va voler recolzar i no va ordenar al secretari d'Estat William H. Seward de fer-ho (1868) provocant la dimissió de l'exsecretari d'Estat Jeremiah S. Black com a defensor de Johnson en el procés d'impeachment del president. Els Estats Units però mai van renunciar a la seva reclamació.